# Jacob Wilde
Jacob Wilde, född 1679 i Bauska i Kurland, död 21 april 1755 i Stockholm, var en hävdatecknare, akademiker och ämbetsman. Han var professor i historia, vältalighet, juridik och grekiska, kabinettssekreterare i Holstein samt svensk kunglig rikshistoriograf. Wilde påbörjade utgivningen av Sveriges rikes lag. Han var far till Anders Wilde.

## Biografi
Köpmanssonen Jacob Wilde fick skolundervisning i det då svenska Riga, blev 1697 student i Königsberg, promoverades 1701 till filosofie magister vid Greifswalds universitet och var 1703-05 professor i historia och grekiska vid gymnasiet i Riga. Han utnämndes sedermera till professor i vältalighet vid det till Pernau flyttade universitetet i Dorpat. Efter Pernaus intagande av ryssarna 1710, varvid Wilde förlorade sitt bibliotek och sina historiska samlingar, tog han sin tillflykt till Sverige och förordnades 1713 till professor i Greifswald, men kom inte att tillträda sysslan, emedan Svenska Pommern ockuperades av Sveriges fiender.
Som handledare från 1714 för sönerna till det kungliga rådet greve Gustaf Cronhielms söner och sedermera för sonen till den holsteinske greven Gerhard von Dernaths, tillbringade Wilde några år utomlands (Storbritannien, Nederländerna, Frankrike och Tyskland) samt utgav 1717 i Frankfurt am Main, under pseudonymen Stephanus Cassius, De jure et judice legatorum diatribe, med anledning av den behandling som övergick de svenske ministrarna Carl Gyllenborg i London, och Georg Heinrich von Görtz i Nederländerna, som stred mot folkrätten. Hertig Karl Fredrik av Holstein kallade honom 1718 till kabinettssekreterare och juris professor i Kiel, och 9 september 1719 utnämndes han till svensk rikshistoriograf.
År 1722 uppsatte Wilde ett tryckeri ("Historiographi Regni boktryckeri"); utom Wildes egna arbeten trycktes där bland annat första upplagan av Sveriges rikes lag år 1736. Förlaget såldes 1758 till Peter Hesselberg.
År 1741 drabbades Wilde av synens förlust, men han fortfor ändå, med hjälp av sin son Anders, att arbeta på det historiska området. Ehuru utlänning och till åren, började han sysselsätta sig med Sveriges historia. Han avled som rikshistoriograf i Stockholm.

## Bidrag till svensk historieskrivning
Wildes uppdrag att skriva Karl XI:s och Karl XII:s historia fullföljdes inte, men han åstadkom andra verk, som intar en för sin tid betydande plats inom Sveriges historiska litteratur.
Wilde kunde visserligen inte göra sig fri från de spekulationer rörande en nations äldsta öden (den "mörka" och den "mytologiska" perioden), till vilka på hans tid eggade historikerna inte endast i Sverige, utan även annanstädes. Han följde inte heller utan motsägelser en Johannes Magnus, Petrus Bång och Olof Rudbeck d.ä. Han reducerade den förstnämndes konungalängder och protesterade mot de senares adamitiska fantasterier och beklagade att Rudbeck mestadels förväxlat Sverige och Stor-Svithjod, "hvilket är det förnämsta och nästan endaste uti dess eljest of ver måttan vackra Atlantica, som tyckes hindra och minska den stora nytta man däraf kunde i svenska historien vänta".
Med synnerlig framgång ägnade Wilde sig åt svenska statsförfattningens och rättens studium och skrev på detta område arbeten av mera beståndande värde. Hans främsta verk är Sueciœ historia pragmatica, quæ vulgo jus publicum dicitur, ... inde a primis regni initiìs usque ad nostra, tempora. Det inlämnades 1722 till kanslikollegium för censurering, men denna kom att ta mycket lång tid dels till följd av ett försök av kollegiet att för undgående av ansvar och efterräkningar ålägga ständerna granskningen, dels till följd av tvist mellan Wilde och en av granskarna, kanslirådet Johan Upmarck Rosenadler, om arten av Karl XII:s envälde med mera.
Slutligt tillstånd till hela arbetets tryckning gavs först november 1730, och arbetet utkom 1731. Däri lämnar Wilde redogörelse för den svenska statsförfattningens uppkomst och för alla de förändringar som den sedermera undergick, till och med det karolinska enväldet. Hans "Historia pragmatica" föreligger emellertid inte i hela det omfång som det från början var Wildes plan att ge den. Han har nämligen behandlat endast statsrättens allmänna del i den. I handskrift efterlämnade han (enligt sonens uppgift) i fullbordat skick några delar rörande dess särskilda grenar, men den långa censureringstvisten hade avskräckt både kanslikollegiet och Wilde från att fullfölja den ursprungliga planen, varvid många "oeniga frågor" av politisk ömtålig natur skulle ha måst beröras, medförande ansvarsrisker både för författare och granskare.
Stycken av "Historia pragmatica" utgavs mer eller mindre omarbetade i svensk översättning, nämligen Det så kallade oinskränkta enväldet, som kon. Carl, efter wedertagit namnetal den Ellofte glorwördigst i åminnelse Anno 1680 wordit opdragit emot ogrundade rychten förswaradt och i sitt retta Hus framstäldt (1742; översättning av M. Benzel), riktat företrädesvis mot "Anecdotes de Suède", och Jacob Wildes Svenska statsförfattningars eller Allmänneliga Rätts Historia (1749; översättning av A. Wilde), med vidlyftiga anmärkningar samt ett bihang "Om nordiska historiens pålitlighet och tideräkningsgrund".
Wilde utgav vidare Sweriges beskrifna lagars grund, art och uprinnelse, samt ålder, omskiftelser och förnyelse etc. (1736) och Fordom Sweriges Historiographi Friherrens Samuelis von Puffendorff "Inledning til Svenska statens Historie" med wederbörlige tilökningarj bewis och anmerkningar. Den senare utagvs i två delar. Del I, Förberedelse, är en framställning författad av Wilde huvudsakligen om vår äldsta "historia", 1738. Del II, innehållande Pufendorfs "Inledning" med en mängd av anmärkningar framställda av Wilde, 1743. Förra delen av sistnämnda verk ("Förberedelse") utgavs 1741 i en latinsk översättning av Anders Wilde Prœparatio hodegetica ad Introductionem Pufendorffii etc.
Som exempel på det anseende Wilde åtnjöt hos samtida arbetare på historiens fält må nämnas, att hans kronologiska indelning av Sveriges historia antogs av flera av dem och att den som hävdatecknare framstående Olof von Dalin yttrar om honom i företalet till sin "Svea Rikes historia", att Wilde "har i Sweriges historia giordt en oförliknelig nytta: af hans arbeten har jag haft ganska mycket understöd och wår skilnad i Tideräkningen hindrar icke, ät jag ju med förundran erkänner hans witterhet ät uplösa så många knutar i wåra äldsta underrättelser". Rikshistoriografen Jacob Wilde som förebild för den juridiska forskningen i Lund. Då det gäller kontakter mellan Jacob Wilde och David Nehrman-Ehrenstråle, har tidigare forskning uppmärksammat två brev, det ena från Nehrman till Wilde, vilket bevarats i avskrift, och det andra från Nehrman till "Kgl Sekreteraren", vilket anses vara ställt till Wilde, och vilket finns i original.Det förstnämnda brevet redovisar,hur Nehrman"avancerat med hr sekreterarens sköna arbetes(Historia Pragmatica)försäljande". Det utgör även svar på Wildes förfrågan, vilka arbeten Nehrman f.n. har för händer (1733).Nehrman skriver, att han håller på med "den svenska jurisprudentiam oeconomicam"och att hans avsikt är att visa,att det går att"leda alla speciella materier av pricipiis politicis och historicis"-en synpunkt som står väl i överensstämmelse med Wildes sätt att arbeta.80)
Det andra brevet,som av Bo Palmgren på sannolika skäl anses vara adresserat till Wilde, är daterat den 2 december 1732. Nehrman omtalar här, att han till adressaten översänder några disputationer som hållits under hans presidium."i antikviteterna", skriver han, har dt året inga disputationer hållits,men han sänder likväl"de Justo Sveonum in Patriam amore, efter auktor haft det uppsåtet att vindicera våra antikviteter"81)Det heter vidare i brevet,att han inom kort skall översända disputationen"de Jure Patronatus"men att han hos rikshistoriografen vill utbe sig "några Bullas Papales härom. Ty i mina samlingar finner jag ingenting särdeles härom av påvarna vara stadgat vidare än det som i allmänhet stadgas i Jure Canonico, och det lilla som i KK balk finnes".Brevskrivaren har uppenbart brevväxlat med en adressat, som varit väl insatt i den statsrättsliga argumenteringen. Både"vindicerandet av våra antikviteter" och det noggranna observerandet av den kanoniska rätten är ju karakteristika för såväl Nehrmans som Wildes forskning. Bo Palmgren konstaterar, att det föreliggande brevet visar,att Nehrman aktivt deltog i insamlandet av material för disputationerna. Palmgren citerar vidare juridiska fakultetens protokoll;"1733 d.5 januari uppvisade studiosus d:nus Eilert Wettring en disputation de jure patronatus vilken decanus(dvs Nehrman)censurerade sedan han igenomläst". Och vidare:"D.14 april blev den i förra decanatet censurerade disputationen,de jure patronatus,försvarad och hållen"82). Går man till det exemplar av Nehrmans skrift "Jurisprudentia civilis", som innehåller hans egna marginalanteckningar (J140)finner man ,att han i sin framställning tagit stor hänsyn till Wildes "Sveriges beskrivna lagars grund art och upprinnelse(tryckt 1736).Men även Wildes "Historia Pragmatica"har stått på Nehrmans forskarbord.Man kan tillägga,att"Sveriges beskrivna lagars grund art och upprinnelse"från början var ett beställningsarbete avsett att inleda 1734 års lag (det senare tryckt 1736)83). Nehrman har tidigt varit samstämd med de tankegångar, som kommer till uttryck hos Wilde.1729 års "Jurisprudentia civilis" har 1736 nyutgivits med underrubriken "Efter Sveriges rikes år 1734 antagna lag". Några förändringar betingade av den jämförelse med Wildes"Sveriges beskrivna lagars grund art och upprinnelse" som exemplaret J 140 vittnar om, har inte vidtagits. En genomgång av Nehrmans anteckningar i marginalen visar, att den redan 1729 konstaterbara överensstämmelsen mellan Nehrmans och Wildes framställningar har blivit bestående. Man kan utan vidare tala om en juridisk skola i Lund utformad i mycket nära anslutning till Wildes författarskap. Rikshistoriografens arbetsgivare är i sin tur Kanslikollegiet och politiskt hattchefen Carl Gyllenborg, Universitetskansler i Lund. Den senare dominerade dessutom Svea Hovrätt som hade avgörande granskningsuppgifter inför tillkomsten av Sveriges Rikes Lag (1734/1736).